# Авиакатастрофа в Мюнхене 6 февраля 1958 года
Авиакатастрофа в Мюнхене 6 февраля 1958 года — крушение авиалайнера Airspeed AS.57 Ambassador британской авиакомпании British European Airways (BEA), совершавшого рейс BE609 по маршруту Белград — Мюнхен — Манчестер, после третьей попытки взлёта в аэропорту Мюнхена. На борту самолёта находились игроки английского футбольного клуба «Манчестер Юнайтед», а также несколько тренеров, болельщиков и журналистов. Из находившихся на его борту 44 человек погибли 23, ещё 19 получили ранения. Раненые были доставлены в мюнхенский госпиталь.
Команда возвращалась домой из Белграда после матча Кубка европейских чемпионов, но самолёт сделал остановку в Мюнхене для дозаправки (ёмкость топливных баков самолёта не позволяла осуществить прямой перелёт из Белграда в Манчестер). После дозаправки самолёта пилоты предприняли две попытки взлёта, но прервали обе из-за повышенных колебаний в левом двигателе. Не желая сильно отставать от графика, командир экипажа отказался остаться в Мюнхене на ночь, решив предпринять третью попытку взлёта.
К моменту третьей попытки взлёта начался сильный снегопад, из-за чего ближе к концу взлётной полосы скопилось много снежной каши. Войдя в неё, лайнер потерял скорость, необходимую для осуществления взлёта, пробил забор в конце взлётно-посадочной полосы и врезался левым крылом в дом, стоявший неподалёку. Из 44 человек, находившихся в самолёте, 21 погиб мгновенно, а многие другие потеряли сознание. Опасаясь возможного взрыва авиатоплива, командир воздушного судна скомандовал оставшимся пассажирам и членам экипажа выбираться из самолёта и отойти на безопасное расстояние. Несмотря на это, вратарь «Манчестер Юнайтед» Гарри Грегг помогал раненым выбираться наружу.
Руководство аэропорта изначально объявило виновным в катастрофе командира рейса 609 Джеймса Тейна, который якобы приступил к взлёту, предварительно не позаботившись об удалении льда с крыльев самолёта, хотя это расходилось с показаниями свидетелей. Позднее было установлено, что причиной крушения стало скопление снежной каши ближе к концу взлётной полосы, из-за чего самолёт не смог набрать необходимую скорость для взлёта. В 1968 году, через 10 лет после катастрофы, Джеймс Тейн был полностью оправдан.
Накануне катастрофы «Манчестер Юнайтед», который становился чемпионом Англии на протяжении двух предшествующих сезонов, вёл борьбу за третий подряд чемпионский титул, и шёл на втором месте в чемпионате Англии, отставая на 4 очка от лидировавшего «Вулверхэмптона». В чемпионате командам оставалось провести ещё 11 матчей, в том числе игру между «Юнайтед» и «Вулверхэмптоном» на стадионе «Олд Траффорд». «Юнайтед» уже выиграл Суперкубок Англии и вышел в полуфинал Кубка европейских чемпионов во второй год подряд. Команда не проигрывала на протяжении 11 матчей. Из-за катастрофы «Юнайтед» не смог полноценно вести борьбу за чемпионский титул и Кубок европейских чемпионов, а английский футбол потерял одну из самых талантливых молодых команд в истории. Через 10 лет после мюнхенской трагедии выживший в катастрофе Мэтт Басби привёл новую команду «Манчестер Юнайтед» к победе в Кубке европейских чемпионов. В составе этой команды было двое выживших в авиакатастрофе 1958 года: Бобби Чарльтон и Билл Фоулкс.

## Самолёт
Airspeed AS.57 Ambassador (регистрационный номер G-ALZU, серийный 5217) был выпущен в 1950 году. 5 апреля того же года был передан авиакомпании BEA, в которой получил имя Lord Burghley. Оснащён двумя винтовыми двигателями Bristol Centaurus 661. На день катастрофы налетал 6363 часа.

## Экипаж
Командир воздушного судна (КВС) — 36-летний Джеймс Тейн — опытный пилот, проходил службу в Королевских ВВС, проработал в авиакомпании BEA 5 лет (с 1952 года). Налетал 7337 часов.
Второй пилот — 36-летний Кеннет Гордон Реймент — Опытный пилот, проработал в авиакомпании BEA 12 лет (с 1945 года), в должности командира воздушного судна — с 1953 года. Управлял самолётами Airspeed Consul, C-47, Vickers Viking и Vickers Viscount. Налетал 8463 часа.
Бортрадист — 35-летний Джордж Уильям Роджерс (англ. George William Rogers).
В салоне самолёта работали три бортпроводника:
- Уильям Томас Кейбл (англ. William Thomas Cable), 41 год.
- Маргарет Урсула Беллис (англ. Margaret Ursula Bellis), 36 лет.
- Розмари Чевертон (англ. Rosemary Cheverton), 26 лет.

## Предшествующие события
В апреле 1955 года УЕФА основала Кубок европейских чемпионов — турнир для футбольных клубов, ставших чемпионами в странах, входящих в зону УЕФА. Первый розыгрыш турнира состоялся в сезоне 1955/56. Однако секретарь Футбольной лиги Англии Алан Хардекер запретил принимать участие в этом турнире действовавшему на тот момент чемпиону Англии, лондонскому «Челси», мотивируя это «заботой об интересах английского футбола и футбола в целом». В следующем сезоне чемпионом Англии стал «Манчестер Юнайтед», главным тренером которого был Мэтт Басби. Футбольная лига вновь отказала чемпиону Англии в праве участия в Кубке европейских чемпионов, однако Басби и Гарольд Хардман (председатель «Манчестер Юнайтед»), заручившись поддержкой председателя Футбольной ассоциации Стэнли Роуза, смогли преодолеть запрет Футбольной лиги. «Юнайтед» стал первым английским клубом, сыгравшим в европейском футбольном турнире.

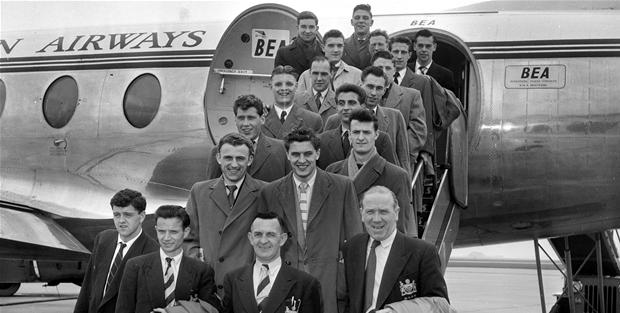
«Малыши Басби» в 1955 году

«Манчестер Юнайтед» воспользовался предоставленным шансом. Команда «малышей Басби» (получившая такое прозвище из-за молодости игроков) добралась до полуфинала розыгрыша 1956/57, в котором уступила будущему победителю турнира, мадридскому «Реалу». Завоевав чемпионский титул в Англии во второй раз подряд, «Юнайтед» обеспечил себе квалификацию в следующий розыгрыш Кубка европейских чемпионов сезона 1957/58. Матчи в чемпионате Англии проходили по субботам, а европейские матчи игрались посреди недели, поэтому клубу приходилось совершать авиаперелёты для того, чтобы успевать на все матчи, хотя воздушные перелёты в то время попадали в категорию повышенного риска. В случае же, если бы клуб отказался от авиаперелётов, совмещение выступлений в чемпионате Англии и в Европе было бы осложнено, и опасения Алана Хардекера оказались бы оправданными.

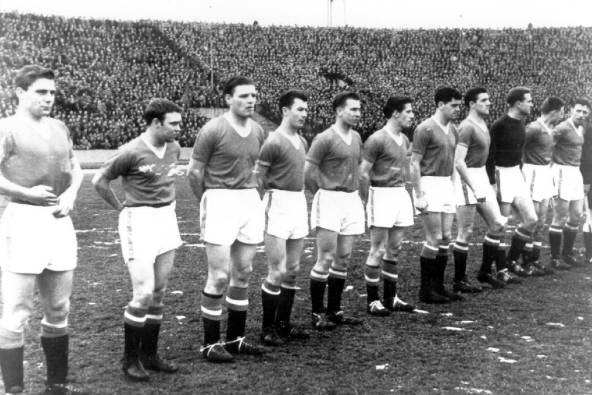
«Малыши Басби» перед ответным матчем с «Црвеной Звездой» (последний матч до катастрофы)

После победы в предварительном раунде над дублинским «Шемрок Роверс» (Ирландия) и в первом раунде над пражской «Дуклой» (Чехословакия), «Манчестер Юнайтед» вышел в четвертьфинал, где встретился с белградской «Црвеной Звездой» (Югославия). В первом матче на стадионе «Олд Траффорд» 21 января 1958 года «красные дьяволы» победили со счётом 2:1. Ответный матч должен был пройти 5 февраля в Белграде. По возвращении из Праги после матча с «Дуклой» в предыдущем раунде команда не смогла вернуться в Манчестер прямым авиарейсом из-за сильного тумана над Манчестером, поэтому им пришлось вылететь в Амстердам, после чего сесть на паром из Хук-ван-Холланд в Харидж, а затем поездом добираться до Манчестера. Из-за столь длительного путешествия игроки не успели как следует восстановиться и сыграли вничью (1:1) свой следующий матч в чемпионате против «Бирмингем Сити» на стадионе «Сент-Эндрюс».
Чтобы не пропускать матчи в Первом дивизионе и вместе с тем не предпринимать больше таких длительных путешествий, клуб заказал в авиакомпании British European Airways (BEA) чартерный рейс BE609 из Манчестера в Белград на ответный матч против «Црвены Звезды». Сам матч завершился со счётом 3:3, но по сумме двух матчей (5:4) в полуфинал вышел «Манчестер Юнайтед». Вылет из Белграда был отложен на час, так как игрок «Юнайтед» Джонни Берри потерял свой паспорт. После вылета из Белграда самолёт сделал запланированную остановку в Мюнхене для дозаправки, приземлившись в мюнхенском аэропорту в 13:15 GMT.

## Катастрофа
Командир воздушного судна (КВС) Джеймс Тейн вылетел на самолёте Airspeed AS.57 Ambassador класса Elizabethan борт G-ALZU в Белград, но на обратный путь передал управление второму пилоту Кеннету Гордону Рейменту. В 14:19 диспетчерская вышка аэропорта Мюнхена сообщила, что самолёт готов к вылету, и дала разрешение на взлёт в 14:31. Однако второй пилот отменил взлёт, так как командир заметил колебания манометра левого двигателя при достижении самолётом полной мощности, а также необычные звуки двигателя при ускорении. 3 минуты спустя, в 14:34, была предпринята вторая попытка взлёта, но через 40 секунд, пока самолёт ещё не оторвался от земли, она тоже была отменена. Причиной неудачных попыток взлёта называлось чрезмерное ускорение двигателя из-за чрезмерного переобогащения топливной смеси, что было обычной проблемой для самолётов класса Elizabethan. После второй неудачной попытки взлёта все пассажиры покинули самолёт, разместившись в зоне отдыха аэропорта. К тому времени погодные условия ухудшились, начался сильный снегопад, и многие пассажиры посчитали, что полёт будет отменён. Так, игрок «Юнайтед» Дункан Эдвардс даже послал в Манчестер своей домовладелице телеграмму следующего содержания: «Все полёты отменены, вылетаю завтра. Дункан».
КВС сообщил инженеру станции Биллу Блэку (англ. Bill Black) о проблеме с повышенными колебаниями в левом двигателе. Инженер ответил, что если не срабатывает вариант медленного открытия дросселей, остаётся только оставить самолёт на ночь для ремонта двигателя. Командир не хотел выбиваться из запланированного графика и решил осуществить ещё одну попытку взлёта, предложив открывать дроссели ещё медленнее. Это означало, что самолёт может не достичь необходимой для взлёта скорости до окончания длины взлётной полосы. Однако КВС не счёл это проблемой, так как длина взлётной полосы составляла около 2 километров, что казалось вполне достаточным. В связи с этим, даже несмотря на снегопад, пассажирам было предложено взойти на борт самолёта спустя всего лишь 15 минут после того, как они его покинули.
Несколько игроков почти не имели опыта авиаперелётов, в особенности Лиам Уилан, который перед самым взлётом произнёс: «Возможно, это смерть, но я готов к ней». Другие игроки, включая Дункана Эдвардса, Томми Тейлора, Марка Джонса, Эдди Колмана и Фрэнка Свифта, пересели в хвост самолёта, полагая, что там безопаснее. Когда все пассажиры вернулись на борт, КВС и второй пилот предприняли третью попытку взлёта; в 14:56 самолёт начал движение по взлётно-посадочной полосе. В 14:59 рейс 609 достиг пункта ожидания, где получил разрешение выруливать на исполнительный старт. После последней проверки приборов в кабине экипажа в 15:02 поступило сообщение, что разрешение на взлёт истекает в 15:04. После короткого обсуждения пилоты решили попытаться осуществить взлёт, но внимательно следить за показаниями приборов на предмет наличия колебаний в двигателях. В 15:03 они связались с диспетчерской вышкой, проинформировав их о своём решении.
Второй пилот открывал дроссели медленно, как и было решено, и отпустил тормоза; самолёт начал набирать скорость, и бортрадист сообщил об этом диспетчерской вышке. Рейс 609 разгонялся, разбрасывая снежную кашу на взлётно-посадочной полосе, командир сообщил о превышении скорости на 18 км/ч. На скорости 157 км/ч вновь начались колебания в двигателе левого борта, и Тейн минимально оттянул дроссель двигателя, после чего осторожно продвинул его вперёд. Когда самолёт набрал скорость 217 км/ч, командир объявил о достижении скорости "V1", то есть скорости, после которой отмена взлёта становится небезопасной, и второй пилот ожидал объявления о достижении скорости «V2» (220 км/ч), минимально необходимой для взлёта «Амбассадора». Однако, когда КВС взглянул на указатель скорости, ожидая её повышения, он заметил, что она колеблется в районе 217 км/ч, после чего самолёт влетел колёсами на нетронутую снежную целину в последней трети взлётной полосы толщиной до 5 сантиметров снежного покрова (аэродромные службы аэропорта Мюнхен не очистили всю полосу от снега). В результате этого скорость самолёта внезапно упала до 207, а затем — до 194 км/ч. Второй пилот закричал: «Боже, мы не сможем!», а командир выглянул посмотреть, что находится прямо по курсу.
Лайнер пронёсся до конца взлётно-посадочной полосы, сделав попытку взлететь, затем пилоты потеряли управление. Самолёт протаранил ограждение аэропорта и примерно в 300 метрах от торца ВПП врезался в дом, в котором жила семья из шести человек. Отца и старшей дочери не было в доме в тот момент, но в доме находились мать и трое детей, которые едва успели выскочить на улицу, так как дом загорелся. От удара у рейса 609 оторвались левая плоскость крыла и часть хвоста, после чего левая часть кабины пилотов врезалась в дерево. Правым бортом самолёт врезался в деревянный ангар, в котором стоял грузовик с горючим, которое взорвалось. 21 человек погиб на месте.
Увидев пламя вокруг кабины пилотов, КВС испугался взрыва самолёта и отдал приказ о немедленной эвакуации. Стюардессы Розмари Чевертон и Маргарет Урсула Беллис первыми выбрались из аварийного люка в кабине, за ними последовал бортрадист. КВС крикнул второму пилоту выбираться из кресла пилота, но тот был зажат в сиденье смятым фюзеляжем. Он сказал командиру выбираться наружу без него и КВС также выбрался наружу через аварийный люк. Когда он вылез наружу, он увидел пламя у правой плоскости крыла самолёта, в котором находился пока ещё целый бак с горючим, в котором было 2300 литров топлива. Он приказал экипажу отойти от самолёта на безопасное расстояние, а сам вернулся в самолёт, чтобы взять два огнетушителя, по ходу заверив второго пилота, что он вернётся за ним, как только потушит огонь.
Тем временем в салоне вратарь «Манчестер Юнайтед» Гарри Грегг, придя в сознание, решил, что он мёртв. Он почувствовал, что по его лицу течёт кровь, и «не осмелился поднять [свою] руку. [Он] думал, что верхняя часть [его] головы была срезана, как яйцо, сваренное вкрутую». Прямо над ним в кабину поступал луч света, поэтому Грегг направился к нему и ногами пробил отверстие в фюзеляже, достаточное, чтобы выбраться наружу. После этого Грегг вытащил из обломков самолёта несколько человек, среди которых были Бобби Чарльтон, Деннис Вайоллет, Мэтт Басби и женщина с ребёнком.

## Погибшие
Члены экипажа
- Кеннет Гордон Реймент[англ.] — второй пилот, выжил в катастрофе, но скончался в больнице через 6 недель в результате травмы головного мозга;
- Уильям Томас Кейбл (англ. William Thomas Cable), бортпроводник.

Игроки «Манчестер Юнайтед»
- Джефф Бент (англ. Geoff Bent)
- Роджер Берн (англ. Roger Byrne)
- Эдди Колман (англ. Eddie Colman)

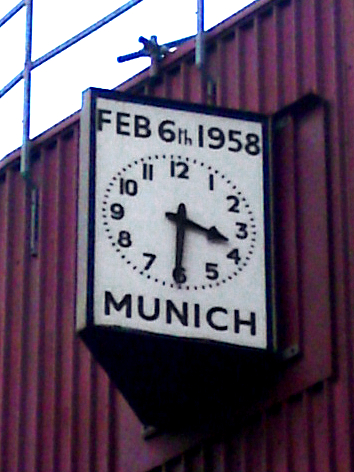
Мюнхенские часы, юго-восточный угол «Олд Траффорд»

- Дункан Эдвардс (англ. Duncan Edwards) (выжил в катастрофе, но скончался от ранений в больнице через 15 дней)
- Марк Джонс (англ. Mark Jones)
- Дэвид Пегг (англ. David Pegg)
- Томми Тейлор (англ. Tommy Taylor)
- Лиам Уилан (англ. Liam Whelan)

Тренерский штаб «Манчестер Юнайтед»
- Уолтер Крикмер (англ. Walter Crickmer), секретарь клуба
- Том Карри (англ. Tom Curry), тренер
- Берт Уолли (англ. Bert Whalley), старший тренер

Журналисты
- Альф Кларк (англ. Alf Clarke), Manchester Evening Chronicle[англ.]
- Донни Дейвис[англ.], Manchester Guardian
- Джордж Фоллоуз (англ. George Follows), Daily Herald[англ.]
- Том Джексон (англ. Tom Jackson), Manchester Evening News
- Арчи Ледбрук (англ. Archie Ledbrooke), Daily Mirror
- Генри Роуз (англ. Henry Rose), Daily Express
- Фрэнк Свифт (англ. Frank Swift), News of the World (бывший игрок сборной Англии и вратарь «Манчестер Сити»; умер по пути в больницу)
- Эрик Томпсон (англ. Eric Thompson), Daily Mail

Другие пассажиры
- Бела Миклош (сербохорв. Bela Miklos), туристический агент
- Вилли Сатинофф (англ. Willie Satinoff), болельщик, владелец ипподрома и близкий друг Мэтта Басби

## Выжившие
Члены экипажа

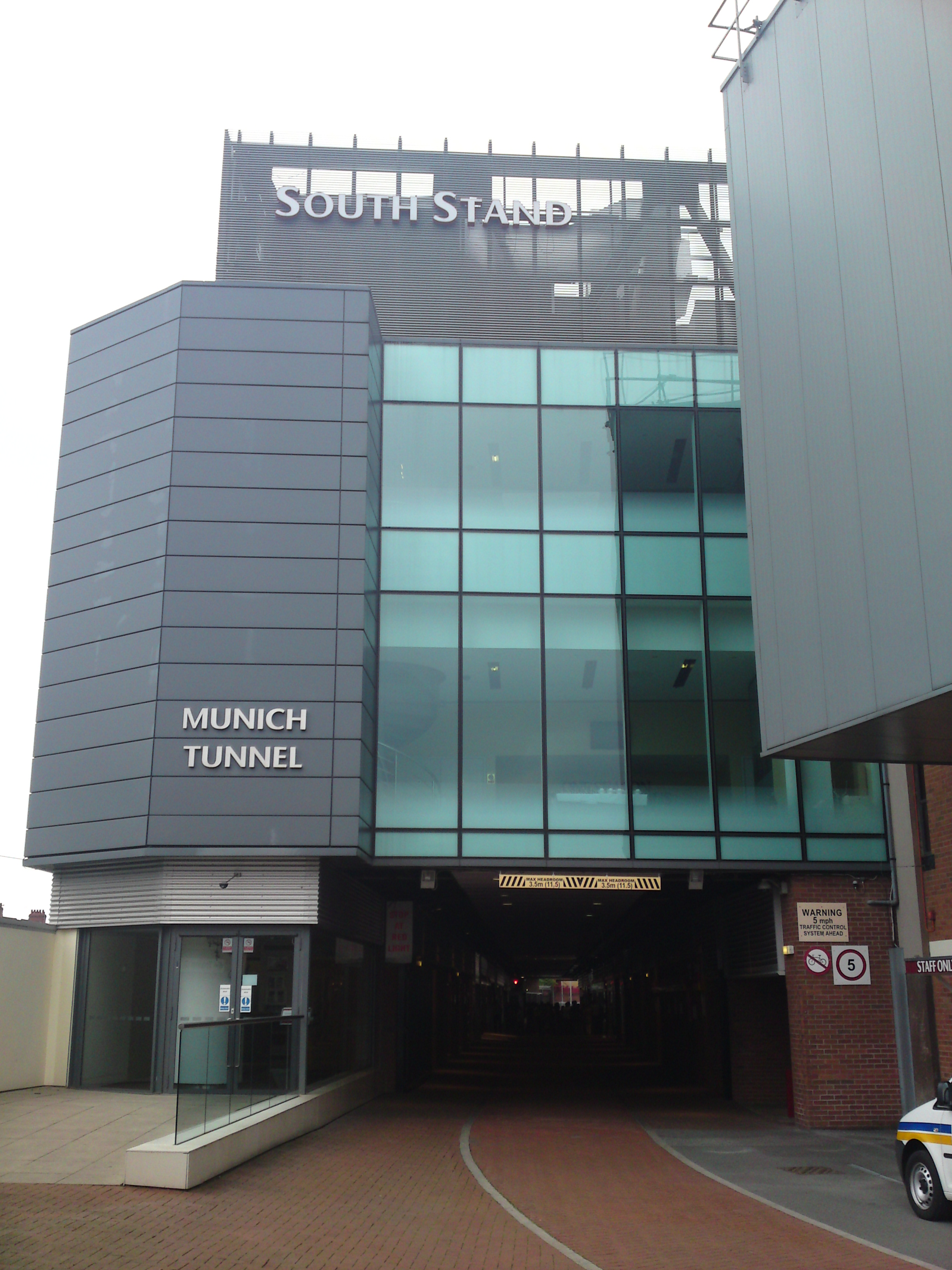
«Мюнхенский туннель» стадиона «Олд Траффорд», открытый в 2008 году на 50-ю годовщину трагедии

- Маргарет Урсула Беллис (англ. Margaret Ursula Bellis), стюардесса (умерла в 1998 году)[36]
- Розмари Чевертон (англ. Rosemary Cheverton), стюардесса
- Джордж Уильям Роджерс (англ. George William Rogers), бортрадист (умер в 1997 году)[37]
- Джеймс Тейн[англ.], пилот, командир экипажа (умер в 1975 году)[38]

### Пассажиры
Игроки ФК «Манчестер Юнайтед»
- Джонни Берри (англ. Johnny Berry) (больше не играл в футбол, умер в 1994 году)[39]
- Джеки Бланчфлауэр (англ. Jackie Blanchflower) (больше не играл в футбол, умер в 1998 году)[40]
- Бобби Чарльтон (англ. Bobby Charlton) (умер в 2023 году)[41]
- Билл Фоулкс (англ. Bill Foulkes) (умер в 2013 году)[42]
- Гарри Грегг (англ. Harry Gregg) (умер в 2020 году)[43]
- Кенни Морганс (англ. Kenny Morgans) (умер в 2012 году)[44]
- Альберт Сканлон (англ. Albert Scanlon) (умер в 2009 году)[45]
- Деннис Вайоллет (англ. Dennis Viollet) (умер в 1999 году)[46]
- Рэй Вуд (англ. Ray Wood) (умер в 2002 году)[47]

Тренерский штаб ФК «Манчестер Юнайтед»
- Мэтт Басби (англ. Matt Busby), главный тренер (умер в 1994 году)[48]

Журналисты и фотографы
- Тед Эллиард (англ. Ted Ellyard), телеграфист Daily Mail (умер в 1964 году)
- Питер Хауард (англ. Peter Howard), фотограф Daily Mail (умер в 1996 году)
- Фрэнк Тейлор (англ. Frank Taylor), репортёр News Chronicle[англ.] (умер в 2002 году)[49]

Другие пассажиры
- Вера Лукич (сербохорв. Vera Lukić) и её маленькая дочь Весна (сербохорв. Vesna). Их спас игрок «Юнайтед» Гарри Грегг. Вера Лукич была беременна в момент катастрофы, но плод не пострадал, и женщина родила сына, которого назвали Зораном (сербохорв. Zoran)[50]
- Элеанор Миклош (англ. Eleanor Miklos), жена Белы Миклоша
- Небойша Бато Томашевич (сербохорв. Nebojša Bato Tomašević), югославский дипломат (умер в 2017 году)[51]

## Расследование
Сразу после трагедии в качестве причины катастрофы назвали ошибку пилота. Однако впоследствии удалось выяснить, что основной причиной явилось скопление снежной каши ближе к концу взлётно-посадочной полосы, из-за чего самолёт не смог набрать необходимую скорость для взлёта. Самолёт набрал скорость 217 км/ч, но, войдя в снежную слякоть, сбросил скорость до 194 км/ч, что было недостаточным для взлёта. Отменить взлёт также было невозможно, так как взлётная полоса заканчивалась. Самолёты с традиционными хвостовыми шасси не были столь подвержены влиянию снежной каши вследствие особенностей расположения шасси к центру тяжести самолёта, тогда как новые самолёты, типа «Амбассадора», с трёхколёсными носовыми шасси и основными колёсами, расположенными позади центра тяжести самолёта, были более уязвимыми. После этой авиакатастрофы стали устанавливаться эксплуатационные ограничения по максимально допустимому количеству снежной слякоти на взлётно-посадочных полосах.
Несмотря на такое заключение, руководство мюнхенского аэропорта (ответственное за состояние взлётно-посадочных полос, хотя и не осведомлённое об опасности, которую представляла снежная каша для самолётов типа «Амбассадор») подало иск на командира Тейна как на единственного выжившего пилота. Они обвинили Тейна в том, что он приступил к взлёту, предварительно не позаботившись об удалении льда с крыльев самолёта, и вина в катастрофе целиком лежит на нём, хотя это расходилось с показаниями свидетелей. Основанием для обвинения со стороны представителей аэропорта стала фотография самолёта (её опубликовали некоторые газеты), которую сделали перед самым вылетом; на ней заметны скопления снега на верхней поверхности крыльев самолёта. Но после исследования оригинального негатива фотографии на крыльях не было видно никакого снега или льда; эффект «снега» возник из-за того, что опубликованные фотографии были напечатаны с копии негатива. Свидетели в Германию не вызывались, и судебное разбирательство против Тейна тянулось до 1968 года, когда с него были окончательно сняты все обвинения. В качестве официальной причины катастрофы британские власти назвали скопления тающего снега на взлётно-посадочной полосе, из-за которых Elizabethan не смог набрать необходимую для взлёта скорость. Джеймс Тейн, уволенный из British European Airways вскоре после катастрофы, ушёл в отставку и вернулся на свою птицеводческую ферму в Беркшире. Он скончался от инфаркта в августе 1975 года в возрасте 54 лет.

## Последствия катастрофы
Непосредственно в авиакатастрофе погибло 20 человек, включая 7 игроков «Манчестер Юнайтед». 21-м погибшим стал журналист и бывший футболист Фрэнк Свифт, умерший по пути в больницу. В самой больнице 21 февраля от полученных ранений умер Дункан Эдвардс. Последним 23-м погибшим стал второй пилот Кеннет Реймент, умерший 15 марта. Джонни Берри и Джеки Бланчфлауэр из-за полученных травм никогда больше не играли в футбол. Мэтт Басби был тяжело ранен и оставался в больнице на протяжении двух месяцев, в течение которых дважды проходил обряд церковного помазания. После того как Басби был выписан из больницы, он отправился на реабилитацию в швейцарский Интерлакен. В то время он считал, что полностью завершил с футболом, но однажды его жена Джин сказала ему: «Знаешь, Мэтт, парни хотят, чтобы ты вернулся». Эта фраза вывела Басби из депрессии, и он вернулся в Манчестер, посетив финальный матч Кубка Англии 1958 года.
Тем временем росли слухи о том, что клуб прекратит своё существование, но обескровленная команда под руководством Джимми Мерфи (ассистента Мэтта Басби) продолжала выступления в сезоне 1957/58. Мерфи не поехал в Белград, так как находился в Кардиффе, где он в то время работал с национальной сборной Уэльса. Мерфи собрал команду из игроков резервного и молодёжного состава клуба, и в первом матче после авиакатастрофы они обыграли «Шеффилд Уэнсдей» со счётом 3:0. Из-за потери стольких футболистов «Юнайтед» вынужден был приобрести им на замену опытных игроков. Так, были куплены нападающий Эрни Тейлор (перешёл из «Блэкпула» за £8000) и Стэн Краудер, крайний хавбек «Астон Виллы», который играл против «Юнайтед» в финале Кубка Англии 1957 года.
В тренерском штабе клуба также произошли изменения, так как в авиакатастрофе погибли секретарь клуба Уолтер Крикмер и тренеры Том Карри и Берт Уолли. Вратарь «Юнайтед» Лес Олив, бывший игроком на момент катастрофы, завершил карьеру и сменил Крикмера на посту клубного секретаря. Другой экс-вратарь клуба, Джек Кромптон, вошёл в тренерский штаб команды, после того, как председатель «Юнайтед» Гарольд Хардман договорился о его переходе с руководством «Лутон Таун».
После катастрофы «Юнайтед» выиграл лишь один матч в чемпионате, из-за чего вылетел из чемпионской гонки и занял лишь девятое место по итогам сезона. «Юнайтед» смог дойти до финала Кубка Англии, хотя и уступил в нём «Болтону» со счётом 0:2, а также обыграть «Милан» на «Олд Траффорд» в полуфинале Кубка европейских чемпионов, но в ответном матче на «Сан Сиро» «Милан» победил со счётом 4:0. «Реал Мадрид», выигравший Кубок европейских чемпионов в третий раз подряд, предложил вручить трофей команде «Манчестер Юнайтед» (это предложение поддержала и «Црвена Звезда»), однако предложение не нашло поддержки в УЕФА.
В сезоне 1958/59 Басби вернулся на пост главного тренера клуба и начал воспитывать новое поколение «малышей Басби», среди которых были Джордж Бест и Денис Лоу. Через десять лет после трагедии, в 1968 году, «Юнайтед» выиграл Кубок европейских чемпионов, обыграв в финальном матче португальскую «Бенфику». Из числа выживших в авиакатастрофе в том матче сыграли только двое: Бобби Чарльтон и Билл Фоулкс.

## Мемориалы

### Стадион «Олд Траффорд»

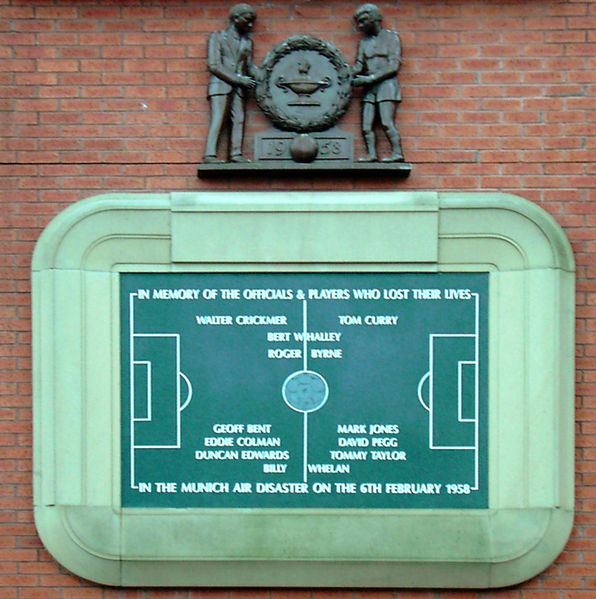
Мемориальная доска на стадионе «Олд Траффорд», посвящённая памяти погибших футболистов в 1958 году

Первые памятные знаки, посвящённые памяти погибших игроков и тренеров «Манчестер Юнайтед», появились на стадионе «Олд Траффорд» 25 февраля 1960 года. Первой из них была табличка с контурами стадиона и изображением зелёного футбольного газона, на которой были также указаны имена и фамилии погибших. Над табличкой были расположены вырезанные из тикового дерева футболист и болельщик со склонёнными головами по обе стороны от венка в центре и футбольного мяча с датой «1958». Дизайнером этой таблички был архитектор из Манчестера Дж. Випонд (J. Vipond), а изготовила её компания Messrs Jaconello (Manchester) Ltd. за £2100. Табличку презентовал Мэтт Басби.
Тогда же был открыл мемориал, посвящённый журналистам, погибшим в Мюнхене. Это была бронзовая табличка, на которой были указаны имена и фамилии восьми погибших журналистов. Официально табличку презентовал выживший в катастрофе журналист Фрэнк Тейлор, присутствовавший на церемонии открытия от лица Ассоциации футбольных журналистов (FWA). В 1980 году табличку украли, после чего была изготовлена копия, аналогичная оригинальной, которая в настоящее время располагается рядом со входом в зал для пресс-конференций. Третьим мемориалом, открытым 25 февраля 1960 года, стали мюнхенские часы (Munich clock), представляющие собой простой циферблат с двумя стрелками и датой «6 февраля 1958 года» вверху и надписью «Мюнхен» внизу. Часы были установлены в юго-восточном углу стадиона «Олд Траффорд» и находятся там по сей день.
В середине 1970-х годов на стадионе прошла реконструкция, в ходе которой первую табличку с именами погибших футболистов не удалось переместить без серьёзного повреждения, поэтому она была замурована в стену Главной трибуны (Main Stand, с 2016 года — Трибуна сэра Бобби Чарльтона). Была изготовлена новая памятная табличка (более простая, чем оригинальная: на ней было изображено только футбольное поле и перечислены погибшие игроки), которую повесили на стадионе в 1976 году.
Третья (и текущая) версия мемориальной таблички, более похожая на оригинальную, чем вторая (на ней изображено футбольное поле, выше которого фигуры двух людей со склонёнными головами и венком), была установлена в 1996 году, тогда же, когда у стадиона был открыт памятник Мэтту Басби. Эта версия таблички была изготовлена камнетёсами Матером и Эллисом из Траффорд-парк. Вторая же версия таблички была помещена на склад с перспективой передачи в клубный музей. Третья версия таблички, как и памятник Мэтту Басби, изначально была размещена на северной части Восточной трибуны (East Stand), но впоследствии памятник переместили к фасаду Восточной трибуны, а табличку перевесили на южную часть этой трибуны после её расширения в 2000 году.

### Мюнхен

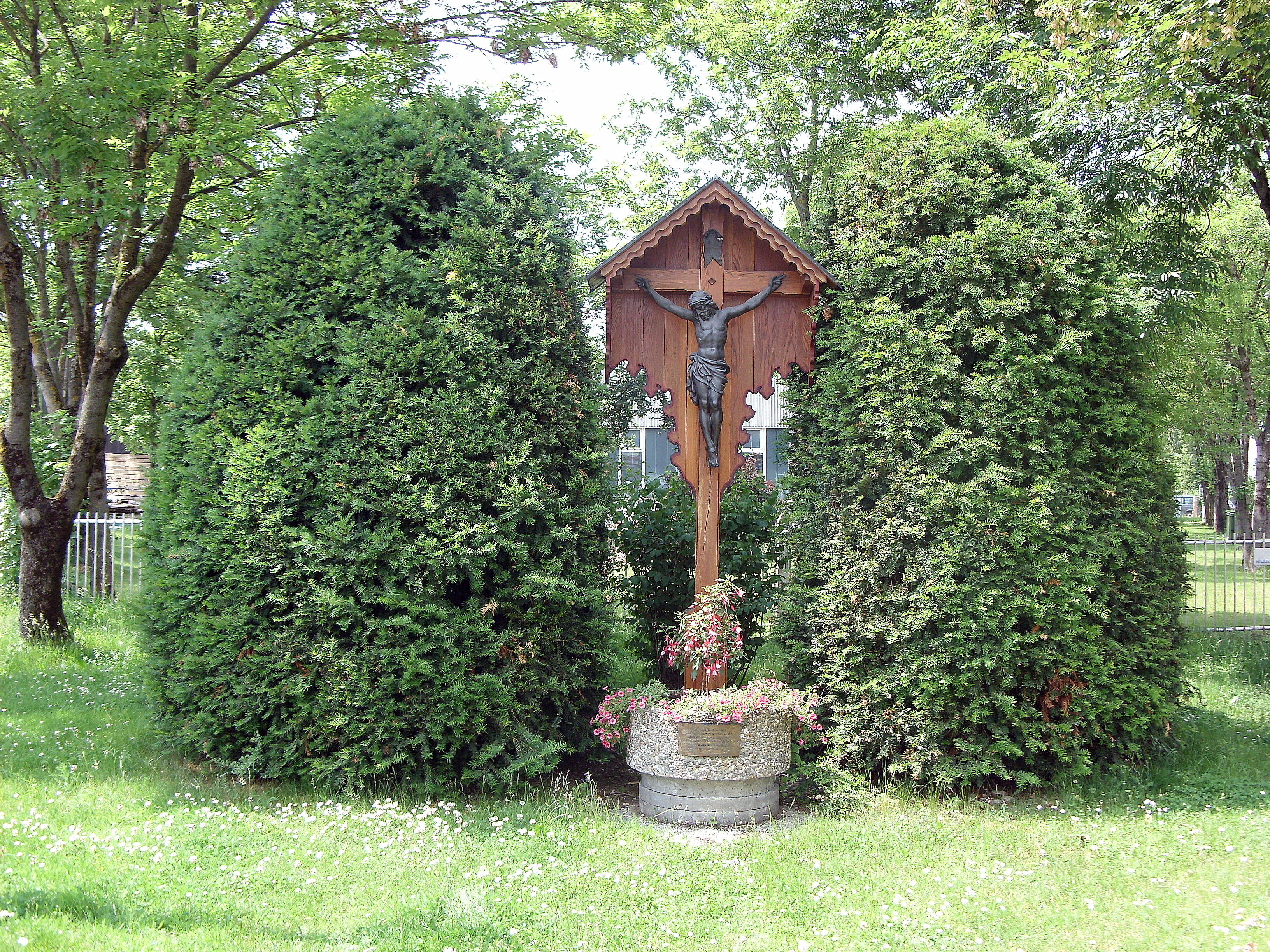
Деревянный мемориал в Мюнхене

В Германии установлено два мемориала в память о трагедии. Первый — в пригороде Мюнхена Трудеринге на углу Каротштрасе и Эмплштрасе. Это небольшой деревянный мемориал с Иисусом на кресте и каменным основанием у подножья, в котором разбита клумба с цветами, а также расположена табличка с надписью Im Gedenken an die Opfer der Flugzeugkatastrophe am 6.2.1958 unter denen sich auch ein Teil der Fußballmannschaft von Manchester United befand, sowie allen Verkehrstoten der Gemeinde Trudering (в переводе: «В память о жертвах авиакатастрофы на 6 февраля 1958 года, среди которых были игроки футбольной команды „Манчестер Юнайтед“, а также всех погибших в транспортных происшествиях в муниципалитете Трудеринг»).

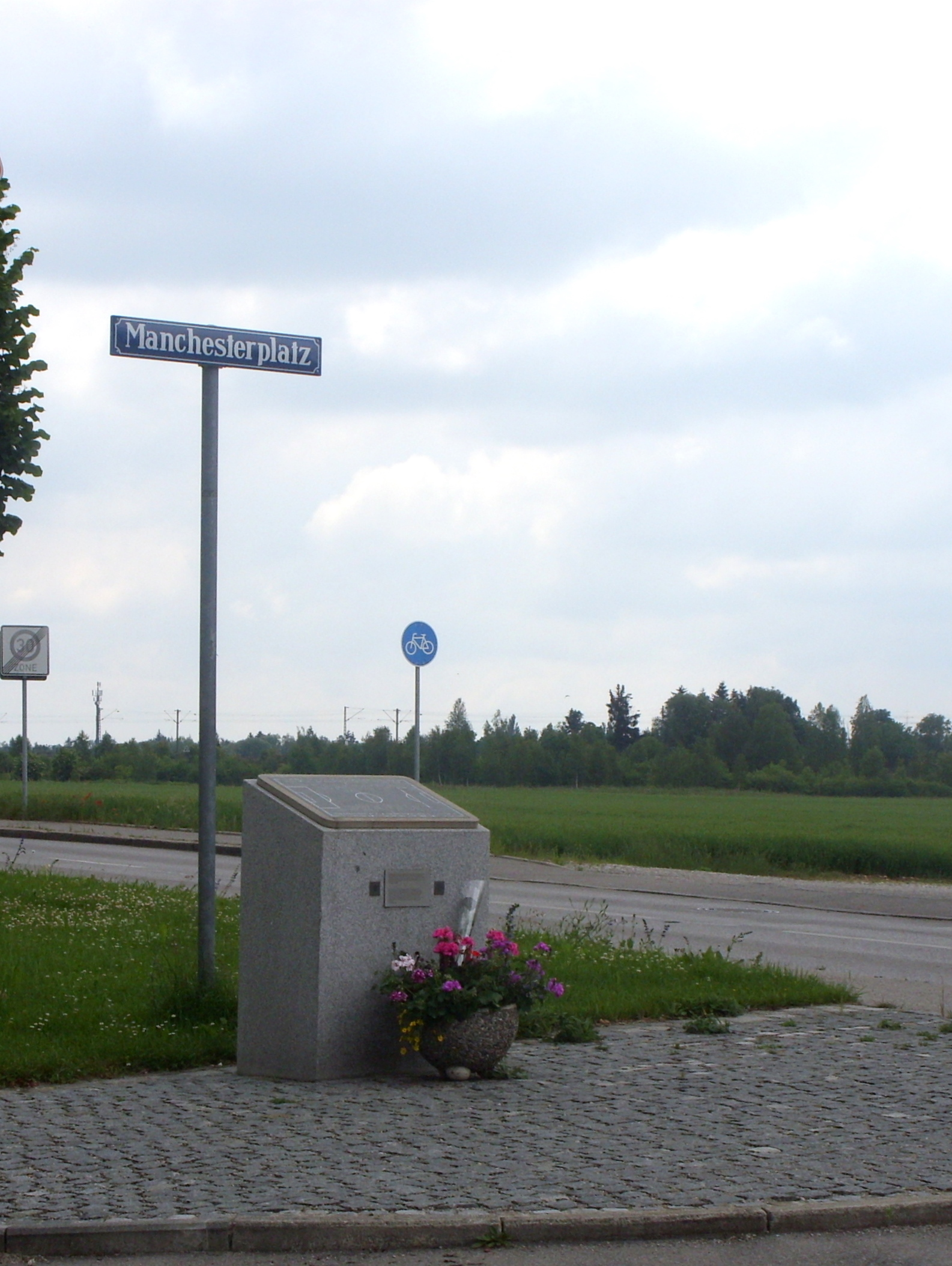
Мемориальный камень

22 сентября 2004 года неподалёку от аэропорта Мюнхена был установлен гранитный мемориал с табличкой. На каменном постаменте изображено футбольное поле с надписями на английском и немецком языках «В память о всех тех, кто погиб здесь в мюнхенской авиакатастрофе 6 февраля 1958 года», а также имена погибших. Этот мемориал был установлен на деньги «Манчестер Юнайтед», на его открытии присутствовал исполнительный директор клуба Дэвид Гилл, главный тренер Алекс Фергюсон и директор клуба Бобби Чарльтон, выживший в катастрофе. 24 апреля 2008 года городской совет Мюнхена принял решение назвать место установки этого мемориального камня Манчестерплац (нем. Manchesterplatz) (в переводе: «Манчестерская площадь»).
6 февраля 2015 года, в 57-ю годовщину трагедии, Бобби Чарльтон и председатель «Баварии» Карл-Хайнц Румменигге открыли на стадионе «Альянц Арена» выставку, посвящённую мюнхенской трагедии.

### Белград
В отеле «Мажестик» (Majestic) в Белграде, где команда «Манчестер Юнайтед» разместилась после матча, были выставлены некоторые предметы, оставшиеся от игроков, включая меню с подписями 14 футболистов (среди которых есть подписи восьмерых погибших игроков), фотография команды, сделанная во время ужина, а также билет на матч между «Црвеной Звездой» и «Манчестер Юнайтед». В 2006 году меню с автографами игроков «Юнайтед» было продано на аукционе за 12 000 фунтов.

## Отражение в культуре

### Музыка
Несколько песен посвящено памяти мюнхенской авиакатастрофы. Первой из них и одной из самых известных является песня The Flowers of Manchester («Цветы Манчестера»), сочинённая Эриком Уинтером, редактором журнала Sing в октябре 1958 года. Эта песня была записана и выпущена ливерпульской фолк-группой The Spinners в их дебютном альбоме Quayside Songs Old and New 1962 года. Певец Моррисси, рождённый в Манчестере, выпустил песню под названием «Munich Air Disaster, 1958» на бисайде своего сингла Irish Blood, English Heart в 2004 году. Эта песня также вошла в его концертный альбом Live at Earls Court Live at Earls Court 2005 года и сборник бисайдов Swords 2008 года.
Английская группа The Futureheads назвала свой второй альбом News and Tributes в дань памяти мюнхенской трагедии. Заглавный трек альбома посвящён погибшим в авиакатастрофе.

### Фильмы и телепрограммы
10 января 2006 года на телеканале BBC вышла документальная программа Surviving Disaster, посвящённая мюнхенской катастрофе. Эту программу подверг критике экс-игрок «Манчестер Юнайтед» Альберт Сканлон, заявивший, что в ней много неточностей, хотя создатели сериала консультировались с ним о содержании фильма. В частности, в программе было показано, что предматчевую речь в раздевалке команды в Белграде произнёс Джимми Мерфи, хотя он не полетел с командой и в тот момент он находился в Кардиффе. Самолёт показали полупустым, хотя на самом деле практически все сиденья в нём были заняты. Выживший журналист Фрэнк Тейлор в серии разговаривает, лёжа на больничной койке, хотя после крушения он больше четырёх недель был без сознания. Сканлон заметил: «Они заменили факты юмором. Они даже показали, как я отпускаю шуточки со своей больничной койки. Признаюсь, что с переломами черепа, правой ноги, левой руки и травмой почек шутить не особенно хотелось».
6 февраля 2008 года, в 50-ю годовщину трагедии, несколько телевизионных каналов показали передачи, посвящённые этому событию:
- телеканал UKTV History[англ.] показал документальный фильм «Surviving Disaster» производства BBC;
- телеканал MUTV показал документальный фильм «Munich Remembered», который демонстрировался частями на протяжении всего дня, вместе с воспоминаниями игроков, тренеров и болельщиков;
- телеканал BBC показал документальный фильм, в котором экс-вратарь «Манчестер Юнайтед» Гарри Грегг вновь путешествует из Англии в Белград, и затем в Мюнхен. Он встретился и поговорил с некоторыми из выживших, спасённых им из обломков самолёта, включая Веру Лукич, которая была беременна, и её сына Зорана, который родился через два месяца после крушения[50].

После 50-й годовщины трагедии вышло ещё несколько киносюжетов, посвящённых трагедии:
- В 2011 году вышел фильм Джеймса Стронга «Юнайтед», снятый для телевидения. Фильм повествует историю о «малышах Басби», гибели большей части команды в авиакатастрофе и дальнейшей перестройке команды. История была показана по большей части с точки зрения Джимми Мерфи, который стал исполняющим обязанности главного тренера «Юнайтед» на время лечения Басби. Роль Мерфи исполнил шотландский актёр Дэвид Теннант. Фильм получил хорошие отзывы критиков[73][74] и был номинирован на соискание Европейской премии[англ.] 2011 года в категории «Лучший европейский телевизионный продукт». Сэнди Басби, сын Мэтта Басби, подверг фильм критике, заявив, что он «очень плохо сделан» и что в нём некорректно показали его отца: «Весь фильм он в светло-коричневом пальто и фетровой шляпе, и ни разу его не показали в тренировочном костюме, хотя он был, возможно, первым главным тренером, который всё время ходил в тренировочном костюме». Также Сэнди Басби подверг критике тот факт, что в фильме показали далеко не всех «малышей Басби», а также проигнорировали тренера Томма Карри, который был для команды «вторым отцом». Представитель BBC так ответил на эти обвинения: «Это был трудный выбор, сфокусироваться на историях Джимми Мерфи и Бобби Чарльтона, но та же самая история может быть рассказана с разных точек зрения и все они одинаково важны»[75].
- Канадский документальный телесериал «Расследования авиакатастроф» осветил события мюнхенской трагедии в 5-й серии 11-го сезона.

### Прочее
Солфордский университет назвал одно из студенческих общежитий в честь погибшего в Мюнхене Эдди Колмана. Колман родился в Солфорде в 1936 году. Несколько небольших дорог в Ньютон-Хит названы в честь погибших в Мюнхене игроков «Юнайтед», включая Роджера Берна (Roger Byrne Close), Дэвида Пегга (David Pegg Walk), Джеффа Бента (Geoff Bent Walk), Эдди Колмана (Eddie Colman Close), Билли Уилана (Billy Whelan Walk),Томми Тейлора (Tommy Taylor Close) и Марка Джонса (Mark Jones Walk), Дункана Эдвардса (Duncan Edwards Court). В честь Эдвардса также названа улица в его родном городе Дадли. Автомобильный мост над трамвайной линией Luas в Кабре, Дублин, назван в честь Лиама Уилана.

## Комментарии
1. ↑  Здесь и далее указано Среднее время по Гринвичу — GMT